# Август фон дер Шуленбург
Август фон дер Шуленбург (на немски; * 23 май 1672 в Алтенхаузен; † 15 август 1722 в Алтенхаузен, Саксония-Анхалт) е граф от род фон дер Шуленбург от клон „Бялата линия“ в Алтенхаузен, Саксония-Анхалт.
Той е син на фрайхер Александер III фон дер Шуленбург (1616 – 1683) и втората му съпруга Анна София фон Бисмарк (1645 – 1709), дъщеря на Август фон Бисмарк (1611 – 1670) и Хелена Елизабет фон Котвитц (1627 – 1645).
През края на 15 век графовете фон дер Шуленбург-Алтенхаузен получават рицарското имение Емден, което остава тяхна собственост до национализацията през септември 1945 г.

## Фамилия
Август фон дер Шуленбург се жени на 8 февруари 1705 г. за Катарина Елизабет Шенк фон Флехтинген (* 25 ноември 1678; † 21 август 1710), дъщеря на Якоб Шенк фон Флехтинген (1643 – 1732) и Доротея Елизабет фон Кислебен (1658 – 1724). Те имат един син:
- Александер Якоб фон дер Шуленбург (* 2 март 1710, Алтенхаузен; † 23 октомври 1775, Емден, Анхалт), женен на 30 септември 1757 г. в Емден, Анхалт за фрайин	Еренгард фон дер Шуленбург (* 19 май 1737, Хамелн; † 6 декември 1786, Алтенхаузен), дъщеря на фрайхер Георг Ернст фон дер Шуленбург (1704 – 1765) и Доротея фон дер Шуленбург (1704 – 1767). Те имат 10 деца.

Август фон дер Шуленбург се жени втори път през 1713 г. за Луция Елизабет фон Шпигел (1692 – 1722). Те нямат деца.